# Société du bout du banc
 (octobre 2021).

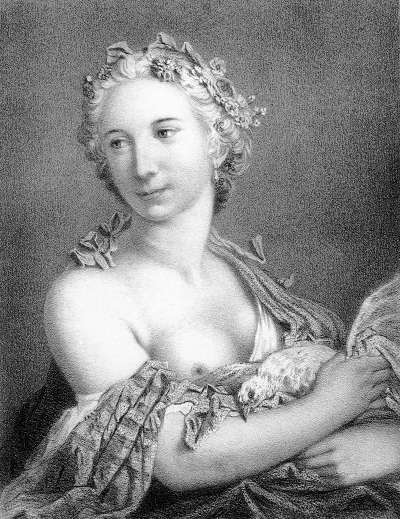
Portrait de Jeanne-Françoise Quinault (1699–1783) par Eugène Louis Pirodon (1819-1882) d'après Maurice Quentin de La Tour (1704-1788)

La Société du bout du banc est un salon littéraire parisien animé par Jeanne-Françoise Quinault entre 1741 et 1745. Les dîners se tenaient le lundi au domicile de Mlle Quinault, rue Sainte-Anne puis rue d’Anjou à Paris et mêlaient la noblesse éclairée aux représentants des Lettres.
De ces échanges naîtra un Recueil de ces Messieurs publié à Amsterdam, chez les frères Westein le 13 mars 1745. Les contributions sont anonymes, mais émanent pour partie de Caylus, Graffigny, Cahusac, Crébillon fils, Coypel, Moncrif, Claireau, Piron et Duclos.

## Habitués notables
Il est difficile et artificiel d'établir une liste d'habitués ; les publications et les correspondances de l'époque permettent néanmoins d'identifier une série de personnalités dont le nom reste attaché à cette Société.
Représentants de la noblesse :  le duc de Lauragais, Maurepas, Honoré-Armand de Villars, Louis Philippe d'Orléans, Jean Philippe d'Orléans, le marquis de Livry, Antoine de Fériol de Pont-de-Veyle
Représentants du monde des Lettres : Caylus, Étienne Devaux, Duclos, Voltaire, Alexis Piron, D'Alembert, Voisenon, Rousseau, Melchior Grimm, Denis Diderot, Lagrange-Chancel, Charles Collé,  Moncrif, Grimod de La Reynière, Crébillon fils, Marivaux, Jean-François de Saint-Lambert, Fagan de Lugny, l’abbé de La Marre, Françoise de Graffigny...